# Теорема Тітце про продовження
В топології, Теорема Тітце про продовження стверджує, що якщо X є нормальним топологічним простором і
{\displaystyle f:A\to \mathbb {R} }
є неперервною функцією із замкнутої підмножини A простору X у множину дійсних чисел із стандартною топологією, тоді існує неперервна функція
{\displaystyle F:X\to \mathbb {R} }
для якої F(a) = f(a) для всіх {\displaystyle a\in A}. F називається неперервним продовженням функції f.
Теорема узагальнює лему Урисона і має широке застосування, оскільки всі метричні простори і всі компактні Гаусдорфові простори є нормальними.